# UFC Fight Night: Vettori vs. Dolidze 2
UFC Fight Night: Vettori vs. Dolidze 2 (também conhecido como UFC Fight Night 254, UFC Vegas 104 e UFC on ESPN+ 112) foi um evento de artes marciais mistas produzido pelo Ultimate Fighting Championship que ocorreu em 15 de março de 2025 no UFC Apex em Enterprise, Nevada, parte da região de Las Vegas Valley, Estados Unidos.

## Contexto
Uma revanche no peso médio entre o ex-desafiante ao título dos médios do UFC Marvin Vettori e Roman Dolidze foi escalada para liderar o evento. O confronto anterior entre os dois aconteceu no UFC 286, em março de 2023, com Vettori vencendo por decisão unânime.
Uma luta no peso leve entre Evan Elder e MarQuel Mederos estava marcada para este evento. Entretanto, foi anunciado que Mederos se lesionou, fazendo com que a luta fosse cancelada e Elder fosse transferido para o evento UFC on ESPN: Hill vs. Rountree Jr.. Também foi relatado que Mederos foi realocado para o card do UFC on ESPN: Moreno vs. Erceg, duas semanas depois, como substituto.
Durante a pesagem oficial, dois lutadores excederam o limite de peso:
- O estreante invicto Diyar Nurgozhay pesou 210,5 libras (78,1 kg), quatro libras e meia acima do limite da categoria meio-pesado para lutas sem disputa de cinturão.
- Chidi Njokuani pesou 172,25 libras (95,5 kg), uma libra e um quarto acima do limite da divisão dos meio-médios para lutas sem disputa de cinturão.

As duas lutas prosseguiram em peso casado. Nurgozhay foi multado em 25% de sua bolsa, valor que foi destinado ao seu oponente Brendson Ribeiro, enquanto 20% da bolsa de Njokuani foram repassados a Elizeu Zaleski dos Santos.

## Prêmios de bônus
Os seguintes lutadores receberam bônus de US$ 50.000.
- Luta da Noite: Nenhum bônus concedido
- Performance da Noite: Carlos Vera, André Lima, Priscila Cachoeira e Carli Judice